# Willa Fitznera
Willa Fitznera – zabytkowa, dawna willa przemysłowca Wilhelma Fitznera, znajdująca się w Siemianowicach Śląskich przy ulicy Fitznerów 3. 
Budynek ten obecnie jest siedzibą Siemianowickiego Centrum Kultury, w której znajduje się m.in. bogato zdobiona sala widowiskowa na około 60 miejsc siedzących oraz kawiarnia. Zbudowany jest w stylu eklektycznym i został wzorowany na willach śródziemnomorskich, które nawiązują architektonicznie do budynków starożytnych.
Willa powstała w 1859 roku. Początkowo była ona skromnym obiektem parterowym. W 1883 roku została ona rozbudowana i poszerzona o pomieszczenia reprezentacyjne, natomiast z tyłu budynku dobudowano oranżerię. W zarysie budynku oddzielono część reprezentacyjną od prywatnej. 
Willa po pożarze w 1901 roku w znacznej mierze uległa spaleniu, a po dwóch latach została odnowiona. Pomieszczenia w willi podczas II wojny światowej zostały podzielone na mieszkania. Po wojnie budynek administrowała huta „Jedność”, a w późniejszym czasie część parterowa obiektu została własnością prywatną. 
W dniu 31 maja 1995 roku willę wpisano do rejestru zabytków pod numerem A/235/09. W 2009 roku właścicielem budynku została Gmina Siemianowice Śląskie – wówczas też rozpoczęły się prace renowacyjne. W 2010 budynek został zrewitalizowany i przekazany Siemianowickiemu Centrum Kultury.